# Dominique Hubert Nypels
Dominique Hubert Nypels (Maastricht, 25 september 1790 - Parijs, 22 december 1873) was een Belgisch-Frans militair.

## Biografie
Nypels begon zijn militaire carrière in Parijs, toen hij op 1 maart 1813 soldaat werd in het 2e regiment van de Garde d'honneur van Napoleon. Na verschillende lagere graden te hebben doorlopen, werd hij op 20 oktober 1813 bevorderd tot onderluitenant. Op 1 juli 1814 volgde zijn promotie tot kapitein van de cavalerie en dezelfde dag werd hij foerier van de 2e compagnie van de musketiers. Op 17 november datzelfde jaar werd hij benoemd tot majoor en eskadronscommandant van het 8e regiment van de dragonders. Hij had deelgenomen aan de campagnes in Saksen en in Duitsland in 1814 en had wegens zijn moed en durf die hij getoond had in de Slag bij Leipzig en de Slag bij Hanau het Légion d'Honneur ontvangen. In juni 1828 werd Nypels gepromoveerd tot luitenant-kolonel van het 2e regiment van de kurassiers van de Franse Koninklijke Garde. Op 1 oktober 1828 werd hij na de ontbinding van dat regiment ter beschikking gesteld.
Bij het uitbarsten van de Belgische Revolutie trad Nypels als vrijwilliger in dienst bij het Belgisch stafkwartier. Op 31 januari 1831 werd hij benoemd tot kolonel van de generale staf, waarna hij op 8 februari aan het hoofd kwam van de personeelsdivisie op het Oorlogscommissariaat. Op 6 augustus datzelfde jaar volgde zijn benoeming tot commandant van een brigade van de Burgerwacht, twee weken later werd hij commandant van de 2e brigade van de 3e divisie van de infanterie en op 16 oktober 1831 werd hij als generaal-majoor commandant van de 2e brigade van de 1e divisie van de infanterie. Op 7 oktober 1832 kwam Nypels aan het hoofd van de personeelsdienst op het Belgische ministerie van Oorlog en op 16 augustus 1836 kreeg hij de functies van inspecteur-generaal van de regimenten van de reservetroepen en vleugeladjudant van koning Leopold I. In juni 1842 werd hij van deze functies ontheven en op non-actief gesteld, waarna hij in mei 1844 ter beschikking werd gesteld. In juli 1844 werd hij nog benoemd tot militair commandant van de provincie Henegouwen, een ambt dat hij bekleedde tot hij op 6 oktober 1848 met pensioen ging. Bij zijn pensioen werd hem de graad van luitenant-kolonel verleend. In België werd hij eveneens onderscheiden als officier in de Leopoldsorde. 
Bij de Belgische verkiezingen van juni 1835 raakte Nypels voor het arrondissement Roermond verkozen in de Kamer van volksvertegenwoordigers. In de Kamer ontstond echter discussie of Nypels wel voldeed aan de verkiesbaarheidsvoorwaarden. In juni 1821 was Nypels namelijk genaturaliseerd tot Fransman, hoewel hij in maart 1833 van de Brusselse burgerlijke stand de toelating had gekregen om zich in België te vestigen en om die reden afstand had gedaan van zijn Franse eretekens. Uiteindelijk stemde de meerderheid van de Kamer tegen de goedkeuring van zijn verkiezing, met het argument dat hij zijn Belgische nationaliteit had verloren door in dienst te treden van het Franse leger.